# Georg Karl von Carlowitz (Oberst)
Georg Karl von Carlowitz (* 4. Oktober 1717 in Schwarzbach, Sachsen; † 24. Juli 1771 in Treuenbrietzen) war königlich-preußischer Oberst, Chef des Grenadier-Bataillons Nr. 1 sowie Ritter des Pour le Mérite.

## Herkunft
Seine Eltern waren der Erbherr auf Schwarzbach und Burkersdorf Hans Karl von Carlowitz († 17. Mai 1742) und dessen Ehefrau Susanne Sabina von Seydewitz. Sein Bruder war Moritz Karl von Carlowitz.

## Leben
Georg Karl kam 1731 als Page an den Hof der regierenden Grafen Heinrich XVIII. (Reuß-Gera). 1734 kam er als Fähnrich in das Regiment Müßing, das mit dem Fürstentum Schwarzenburg als Teil des Reichskontingents gegen die Franzosen aufgestellt wurde. Von 1734 bis 1735 war er am Feldzug am Rhein beteiligt. 1736 wurde das Regiment aufgelöst, nur eine Kompanie verblieb. Diese wurde unter kaiserlicher Vermittlung der Stadt Rostock während der Unruhen in Mecklenburg zur Verfügung gestellt. Hier war er zunächst als Fähnrich dabei und stieg 1738 zum Leutnant auf.
Für den Ersten Schlesischen Krieg wechselte die Kompanie 1741 in preußische Dienste und wurde in das Garnisonsregiment Nr. 7 eingegliedert. 1742 wurden zwei Grenadier-Kompanien herausgezogen und auf Feldetat gesetzt. Zusammen mit Grenadieren aus Beelitz und Treuenbrietzen wurde dort das Grenadier-Bataillon Borcke gebildet. Am 14. September 1744 wurde er zweiter Premier-Lieutenant, später Hauptmann und Kompaniechef. Während des Siebenjährigen Krieges am 23. Dezember 1757 wurde er Major und 1758 ernannte ihn der König zum Kommandeur des Grenadier-Bataillons Nr. 1. 1759 wurde von Carlowitz Chef des Grenadier-Bataillons in Treuenbrietzen, was er bis zu seinem Tode blieb. Im Mai 1762 erhielt er den Pour le Mérite.
Am 24. Mai 1765 wurde er Oberstleutnant und im August 1767 Oberst. Er starb 1771.

## Familie
Er war zweimal vermählt. In erster Ehe heiratete er am 10. Juli 1739 Anna Katharina von Berg († 14. Mai 1753). Sie starb bei der Geburt des 11. Kindes. Am 11. Juli 1756 heiratete er in zweiter Ehe Karoline Eleonore Friederike von Ende, Tochter von Heinrich Friedrich von Ende aus dem Haus Taubenheim und Henriette Senfft von Pilsach. Mit ihr hatte er weitere acht Töchter. Von den Kindern überlebten:
- Sabine Dorothea Ilsabe (* 1. Juli 1740), Hofdame in Sachsen-Hildburghausen
- Friederika Caroline Sophia (* 7. Oktober 1742) ⚭ 1765 Johann Friedrich von Barghoff (* 1720; † 22. Februar 1774), Hauptmann, Eltern von Johann Karl Friedrich Christoph von Burghoff
- Carl Gottfried Wilhelm (* 12. Dezember 1744; † 11. März 1809), Oberst ⚭ Auguste von Heßberg
- Friedrich (Ferdinand) Karl August (* 16. Mai 1747; † 1809) ⚭ Henriette von Graffen
- Auguste Caroline Wilhelmine (* 25. April 1753; † 21. Juli 1805) ⚭ Karl Friedrich von Stockmeyer, Geheimer Rat
- Henriette Caroline Sibille (* 26. Juni 1760; † 4. September 1807) ⚭ Karl Alexander von Weitershausen, Rittmeister
- Wilhelmine Caroline Ernestine (* 24. September 1764; † 23. April 1840), ⚭ 1785 Freiherr Karl Christian Friedrich Wilhelm von Falkenhausen (* 11. August 1760; † 6. Oktober 1835), Oberlandgerichtspräsident[4][5]
- Edmuthe Caroline Wilhelmine (* 1. Januar 1766)
- Luise Karoline Leopoldine (* 1770; † 8. November 1805), Herrin auf Schwarzbach